# 오카다촌 (가가와현)
오카다촌(일본어: 岡田村)은 일본 가가와현 아야우타군에 있던 촌이다.

## 역사
- 1890년 2월 15일 - 정촌제 시행에 수반해 우타리군 오카다시모촌, 오카다카미촌, 오카다히가시촌, 오카다니시촌이 합병해 오카다촌이 성립하였다.
- 1899년 4월 1일 - 우타리군 아야군과 합병해 아야우타군이 되었다.
- 1959년 4월 1일 - 구마타마촌과 신설합병해 아야우타정이 성립, 동일 오카다촌은 폐지되었다.

## 참고 문헌
- 角川日本地名大辞典編纂委員会, 『角川日本地名大辞典 43 香川県』, 1985, 角川書店
- 四国新聞社 編『香川年鑑』 昭和34年、四国新聞社、高松市、1958年10月15日。doi:10.11501/2940067。 NCID BB10788678。OCLC 52393151。